# آلت پندس
آلت پندس (به اسپانیایی: Alt Penedès) یک منطقهٔ مسکونی در اسپانیا است که در کاتالونیا واقع شده‌است.

## خصوصیات
آلت پندس ۵۹۲٫۴ کیلومترمربع مساحت و ۱۰۴٬۳۵۳ نفر جمعیت دارد.